# Estrecho Rosario
El estrecho Rosario (en inglés, Rosario Strait) es un estrecho marino de la costa oeste de América del Norte, que se extiende desde el estrecho de Juan de Fuca unos 23 km al norte hasta el estrecho de Georgia. Administrativamente, sus aguas pertenecen al estado de Washington y separan los condados de San Juan y de Island.
El USGS define su límite sur, como una línea trazada desde la punta Colville, en la isla Lopez, hasta Rosario Head, en la isla Fidalgo, y su límite norte por una línea desde la punta Migley, en la isla Lummi, hasta la punta este de la isla Puffin (justo al este de la isla Matia) y luego hasta la punta de Thompson, en la isla Orcas. El estrecho de Rosario se extiende de norte a sur entre las islas Lopez, Decatur, Blakely y Orcas, en el oeste, y Fidalgo, Bypress, Sinclair y Lummi, en el este.

## Historia
En 1790, los marinos y exploradores españoles Manuel Quimper y Juan Carrasco, navegando a bordo del Princesa Real, dieron el nombre de Boca de Fidalgo, en honor de Salvador Fidalgo, al estrecho de Rosario, que pensaron que era una bahía. En 1791, José María Narváez le cambió el nombre por el de Canal de Fidalgo, después de determinar que era un estrecho. También en 1791 Francisco de Eliza le dio un nuevo nombre, «Gran Canal de Nuestra Señora del Rosario la Marinera», a lo que ahora es el estrecho de Georgia. En 1792, el británico George Vancouver exploró la región y le dio su nombre actual, aunque no propuso un nombre para el estrecho Rosario.
En 1847, Charles Wilkes, durante la Expedición Wilkes, dio al estrecho de Rosario el nombre de canal Ringgold en honor de uno de sus oficiales. Luego, en 1847, el capitán británico Henry Kellett, reorganizó las cartas del Almirantazgo británico en un proceso de eliminación de los nombres «pro-estadounidenses» dados por Wilkes y afirmando los «pro-británicos» y los españoles. Afirmó el nombre del golfo de Georgia (estrecho de Georgia) dado por George Vancouver y utilizó una versión abreviada del nombre de Eliza para el estrecho de Georgia para sustituir los nombres originales del estrecho de Rosario, tanto de Wilkes como de Eliza.
Tras el Tratado de Oregón, los británicos asumieron que la ruta del canal más profundo hasta el mar abierto desde el final de la frontera del paralelo 49° pasaba por estas aguas desde el centro del estrecho de Georgia, ya que, de hecho, era la ruta marítima más corta. Sin embargo, el estrecho de Haro, al oeste de las islas San Juan, que es más amplio aunque algo más largo, era la frontera preferida por los estadounidenses y su ubicación final, tras el arbitraje de la disputa sobre las islas San Juan, conocido como la guerra del Cerdo.